# Jan Mukařovský
Jan Mukařovský (ur. 11 listopada 1891 w Písku, zm. 8 lutego 1975 w Pradze) – czeski teoretyk literatury i estetyki, czołowy przedstawiciel Praskiej Szkoły Strukturalnej. Rektor Uniwersytetu Karola w Pradze (1948–1954).
Mukařovský zajmował się przede wszystkim wersologią i eufonologią. Wypracował strukturalistyczną metodę analizy dzieła literackiego, której podstawowymi założeniami było traktowanie utworu jako struktury, w której wszystkie elementy składowe mają swoje określone miejsce i funkcję w ramach całości oraz skupienie się na funkcji estetycznej wszystkich uporządkowań formalnych. W ujęciu Mukařovskiego struktura nie jest konstrukcją  statyczną, ale dynamiczną i opiera się na opozycjach, budujących wewnętrzne napięcie. Dzieło nie funkcjonuje w oderwaniu od świata zewnętrznego, ale stanowi element w coraz szerszych strukturach. Swoją metodologię sformułował i przetestował na materiale poezji czołowego czeskiego romantyka Karela Hynka Máchy, autora poematu Maj (1836).
22 listopada 1950 w Warszawie na II Kongresie Obrońców Pokoju został wybrany w skład Światowej Rady Pokoju.

## Ważniejsze dzieła
- Příspěvek k estetice českého verše (1923),
- Máchovské studie (1948),
- Ke kritice strukturalismu v naší literární vědě (1951),
- Dějiny české literatury I–III (1959, 1960, 1961),
- Z české literatury: Studie a portréty (1961),
- Studie z estetiky (1966),
- Cestami poetiky a estetiky (1971).

Tłumaczenia na język polski:
- Wśród znaków i struktur (wyb. i oprac. Janusz Sławiński), Warszawa 1970,
- Zamierzone i niezamierzone w sztuce (tłum. Aneta Daszuta), Warszawa 2014.
- Studia semiologiczne (tłum. Aneta Daszuta), Warszawa 2017.